# سیارک ۱۳۶۵۲
سیارک ۱۳۶۵۲ (به انگلیسی: 13652 Elowitz، نامگذاری:1997BV8) سیزده هزار و ششصد و پنجاه و دومین سیارک کشف شده‌است که در ۳۱ ژانویه ۱۹۹۷ کشف شد.
قدر مطلق سیارک برابر ۱۳.۵ است.